# Ode Fulutudilu
Ode Fulutudilu, née le 6 février 1990 à Kinshasa, est une footballeuse internationale sud-africaine qui joue comme attaquante au Betis Séville et pour l'équipe nationale féminine d'Afrique du Sud.

## Biographie
Née en République démocratique du Congo, Ode Fulutudilu fuit la guerre avec sa famille et se réfugie en Angola. Alors que la situation se dégrade également dans ce pays, elle émigre de nouveau jusqu'en Afrique du Sud, où elle vit à Johannesbourg, puis au Cap. À 11 ans, son père ne peut plus subvenir financièrement à ses besoins et la place en foyer. Elle y commence le football, et obtient une bourse d'études pour la Lee University à Cleveland.

### En club
Ode Fulutudilu joue pour plusieurs clubs en Afrique du Sud, notamment les Lolvido Rapids, les Cape Town Angels et les Spurs Ladies.
En 2018, elle quitte l'Afrique du Sud et signe son premier contrat en Europe, dans le club finlandais d'Oulu Nice Soccer, où elle devient professionnelle. Après avoir inscrit 15 buts en 23 matches, elle s'engage en Espagne au Málaga CF en janvier 2019. Elle ne parvient pas à aider le club à éviter la relégation en deuxième division.
Ode Fulutudilu retourne en Finlande en janvier 2020 pour jouer avec Åland United. Avec le club finlandais, elle remporte le doublé coupe-championnat, et termine meilleure buteuse de son équipe. Elle inscrit le deuxième but lors de la victoire en finale de coupe de Finlande face au TiPS Vantaa.
En 2021, elle signe en Écosse à Glasgow City où elle retrouve sa compatriote Janine Van Wyk. Pour son premier match sous ses nouvelles couleurs, elle inscrit un triplé face à Forfar Farmington. Cependant elle n'est pas satisfaite de jouer dans une équipe qui domine le championnat, et donc face à des équipes très défensives qui n'offrent que peu d'espaces. Elle quitte donc le club et rejoint le championnat de France en juillet 2022 en signant au FC Fleury 91,.
En février 2023, elle quitte Fleury pour revenir en Andalousie, au Bétis Séville, à la recherche d' un temps de jeu plus important,.

### En équipe nationale
Elle fait ses débuts avec l'Afrique du Sud en 2014 lors du Championnat d'Afrique, que les Banyana Banyana terminent à la troisième place.
En 2018, son club, Oulu NS, qui lutte pour éviter la relégation, refuse de la libérer pour qu'elle participe à la coupe d'Afrique des nations au Ghana.
Elle retrouve la sélection en 2019 pour la préparation à la Coupe du monde France, à laquelle elle participe,.

## Vie privée
Fulutudilu est titulaire d'un baccalauréat en sociologie de l'Université Lee. Quand elle jouait en Afrique du Sud, elle travaillait en parallèle comme assistante sociale dans une école pour adolescents défavorisés.